# Línea 40 (Córdoba)
La Línea 40 es una línea de transporte urbano de pasajeros de la ciudad de Córdoba, Argentina Cuenta con un recorrido troncal que conecta la zona Oeste de la capital con la zona Noreste, pasando el centro de la ciudad. 
Esta linea es considerada la de mayor uso en la Ciudad de Córdoba
En la actualidad, esta linea es operada por Coniferal S.A.

## Recorrido
De B° 20 De Junio Hasta: B° Parque Liceo III Sección.
 Servicio diurno y nocturno.
IDA: De Calle Publica N°3 y Dr. José Antonio Ceballos – por esta – Av. Santa Ana – Curunao – Cleto Aguirre – Alto alegre – José Corte Funes – Luz Vieyra Méndez – Docentes Argentinos – Julia Funes de Bonet – Juana Manso – Julia Funes de Bonet – Guillermo Lewis – Francisco de Paula Ribero – Av. Don Bosco – Luis de Azpeitía – Cjal. Peñaloza – Av. Duarte Quirós – Misiones – Caseros – Corro – Mariano Fragueiro – Av. Colon – Av. Emilio Olmos – Av. Maipú – Fray Mamerto Esquiú – Av. Juan B. Justo – Alfonsina Storni – hasta Ricardo Gutiérrez.
REGRESO: De Ricardo Gutiérrez y Alfonsina Storni – por ésta – (Inicio Vuelta Redonda) – Bartolomé Hidalgo – Juan Luis Orrego – Constancio Vigil – Ricardo Gutiérrez hasta Rotonda Alfonsina Storni – (Fin de la Vuelta Redonda) – Alfonsina Storni – Av. Juan B. Justo – Calderón de la Barca – Tucumán – Isabel La Católica – Gral. Paz – José Baigorri – Gianelli – Gino Galeotti – Av. Eduardo Bulnes – Félix Frías – Cochabamba – Faustino Allende – Av. Roque Sáenz Peña – Puente Centenario – Av. Gral. Paz – Av. Vélez Sarsfield – Av. Duarte Quirós – Juana Azurduy – Luis de Azpeitía – Av. Don Bosco – Av. Rio Bamba – Puesto del Marques – Pasco – Av. Don Bosco – Francisco de Paula Rivero – Guillermo Lewis – Julia Funes de Bonet – Ernestina López de Nelson – Juana Manso – Luis Vieyra Méndez – José Cortes Funes – Alto Alegre – Cleto Aguirre – Curunao – Av. Santa Ana – Dr. José Antonio Ceballos hasta Calle Pública Nº 3.

## Historia
Conocida originalmente como la línea V1, la cual fue impulsada el año 2002 y operada TAMSE. 
Desde el año 2014 TAMSE deja de prestar servicio en esta línea y pasa a ser operada por Autobuses Santa fe. En el año 2016 se hace entrega del corredor 4 a ERSA y operaria bajo el nombre de AUCOR hasta el año 2018 que ERSA asume el mando del corredor.
En marzo del año 2024 la empresa ERSA termina su concesión con la municipalidad de córdoba, por lo cual el corredor quedó a cargo de TAMSE hasta abril del corriente año, cuando CONIFERAL toma el cargo de los corredores 4 y 7 pertenecientes a la empresa mencionada inicialmente.